# Onthophagus tricariniger
Onthophagus tricariniger là một loài bọ cánh cứng trong họ Bọ hung (Scarabaeidae).